# بخش اپ
بخش اپ (به فرانسوی: Arrondissement d'Apt) یک بخش در فرانسه است که در وکلوز واقع شده‌است.